# بولانیک (آردانوچ)
بولانیک (به ترکی استانبولی: Bulanık) یک منطقهٔ مسکونی در ترکیه است که در آردانوچ واقع شده‌است. بولانیک ۳۹۳ نفر جمعیت دارد.